# Portable Antiquities Netherlands
Portable Antiquities Netherlands is een database waarin vondsten van particulieren door hen kunnen worden opgeslagen en gepubliceerd. Deze database is ontstaan in 2016, wordt gecoördineerd door de Vrije Universiteit Amsterdam en wordt gefinancierd door de Nederlandse Organisatie voor Wetenschappelijk Onderzoek (NWO) en daarnaast door de Rijksdienst voor het Cultureel Erfgoed (RCE) en de Vrije Universiteit.

## Doelstellingen
In eerste instantie had de database tot doel privécollecties te kunnen vastleggen. Deze collecties bestaan voornamelijk uit vondsten gedaan met metaaldetectors. Sinds 2020 worden ook maritieme vondsten, vondsten in rivieren en aan zee, in de database vastgelegd.

## Regels metaaldetectie
PAN heeft, in samenwerking met detectorverenigingen, regels opgesteld rondom metaaldetectie. 

## Samenwerkingsverbanden
PAN maakt deel uit van de European Public Finds Recording Network (EPFRN), een samenwerkingsverband van organisaties die zich richten op registratie van archeologische vondsten. 
Naast samenwerkingsverbanden met Nederlandse universiteiten, archeologische verenigingen en musea heeft de organisatie contacten met specialisten, o.a. voor het determineren van munten en pelgrimsinsignes.